# Daru di Baekje
Daru (hangeul: 다루, hanja: 多婁, nato Buyeo Daru; ... – Baekje, settembre 77) è stato il secondo re di Baekje, sul quale regnò dal 28 alla morte, nel 77.

## Biografia
Buyeo Daru era il figlio maggiore del monarca fondatore di Baekje, Onjo, e ne divenne l'erede al trono nell'anno 10, salendo al trono alla morte del padre, nel 28. Secondo il Samguk Sagi era di natura generosa.

## Regno
Secondo ciò che riporta il Samguk Sagi, ordinò la coltivazione delle terre del sud e bandì la fermentazione alcolica nel 38 a causa del raccolto scarso.
Il Samguk Sagi registra molte battaglie contro i "Malgal" durante il regno di Daru. Non è chiaro a chi si riferisca, poiché le tribù Mohe si pensa abbiano occupato la Manciuria a nord-ovest del regno coreano nordico di Goguryeo, lontano dalla capitale di Baekje, che generalmente si presume essere stata nell'odierna regione di Seul. Il termine "Malgal" non sembra riferirsi alla popolazione del regno di Buyeo che fondò Baekje e nemmeno a quella delle tribù appartenenti alla confederazione Mahan, soggiogate da Baekje. Essi sembrano essere appartenuti a tribù più antiche, spinte dalle comanderie cinesi ad attaccare Baekje. Le battaglie indicano che Baekje come nuova potenza stava estendendo il proprio controllo sulla parte centrale della penisola coreana.
Il re vinse una battaglia contro i Malgal nel 30-31. Quando i Malgal attaccarono i confini a nord nel 55, costruì il castello di Ugok nel 56.
Si dice che nel 63 mandò un emissario al regno rivale di Silla, che attaccò l'anno seguente al castello di Jusan, ma fu sconfitto al castello di Guyang. Nel 66, attaccò e catturò il castello di Wasan di Silla, e prese per un breve periodo Jusan nel 66 e nel 75, ma Silla li riconquistò e li riebbe indietro.

## Famiglia
- Padre: Onjo di Baekje
- Madre: Bohwa
- Consorti e rispettiva prole:

1. Regina Yeongsa
  1. Principe Giru, il figlio maggiore, salito al trono come re Giru nel 77.
2. Dama Jeon